# ابراهیم خویی
ابراهیم بن حسن دنبلی خوئی (۱۸۳۱–۱۹۰۷م) فقیه شیعهٔ ایرانی بود که به هنگام انقلاب مشروطه در خانه‌اش با گلوله کشته شد. ملخص المقال فی علم الرجال، الدرة النجفیة در شرح نهج‌البلاغه، شرح الأربعین حدیثاً و رساله‌ای در اصول از آثار اوست.